# Passionsfenster (Visseiche)

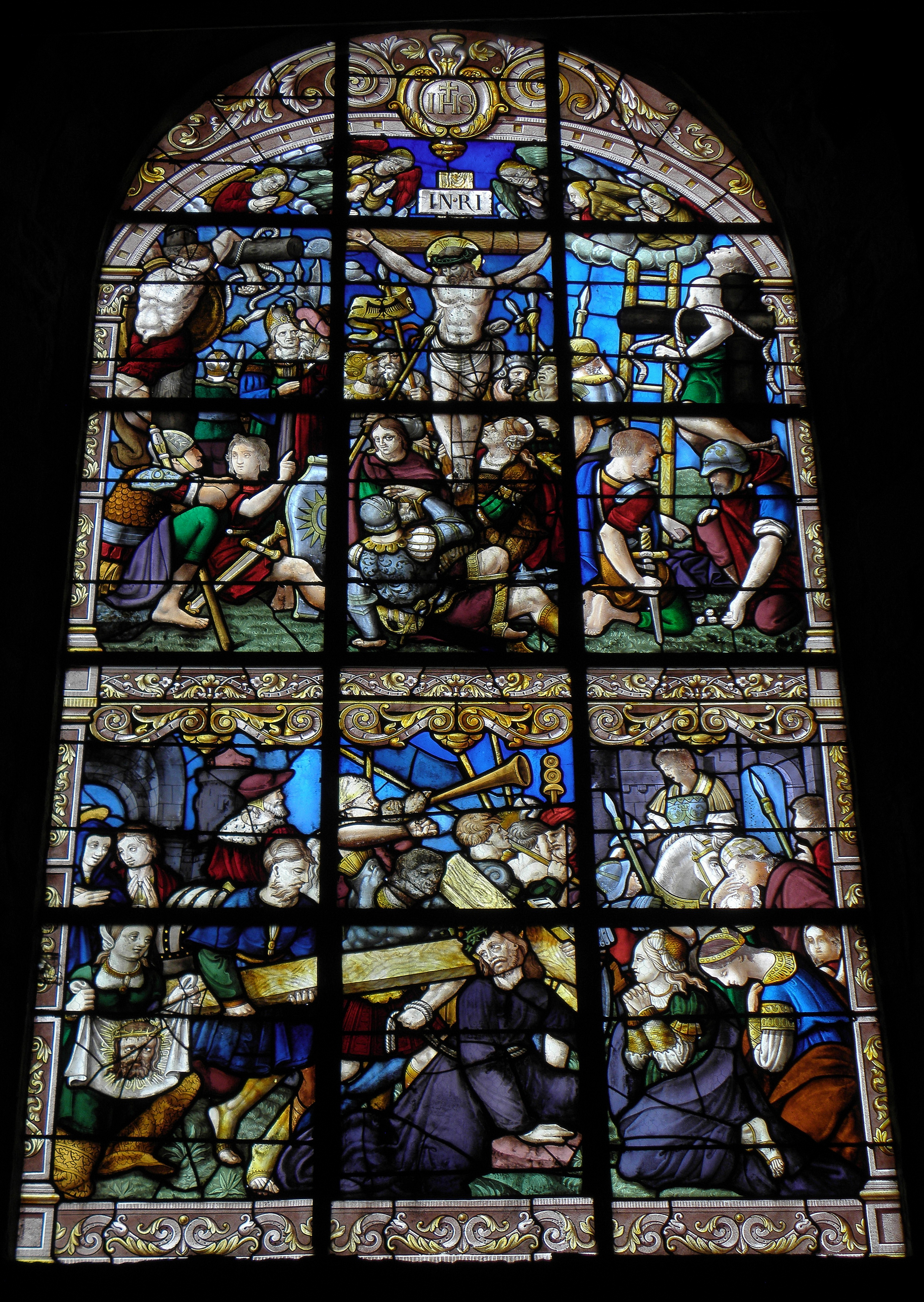
Passionsfenster in Visseiche

Das Passionsfenster in der katholischen Pfarrkirche St-Pierre in Visseiche, einer französischen Gemeinde im Département Ille-et-Vilaine in der Region Bretagne, wurde im 16. Jahrhundert geschaffen. Das Bleiglasfenster wurde 1990 als Monument historique in die Liste der Baudenkmäler in Frankreich aufgenommen.
Das Fenster wurde im Atelier von Michel Bayonne in Rennes geschaffen, das viele Kirchenfenster in der Region schuf. Das zweigeteilte Fenster zeigt unten Jesus, der das Kreuz trägt und fällt, und wie Veronika Jesus das Schweißtuch reicht. Der obere Teil zeigt Christus am Kreuz (siehe auch: Kreuzwegstationen).
Als im 17. Jahrhundert der Hochaltar eingebaut wurde, versetzte man das Passionsfenster vom Chor ins Langhaus. 
Neben dem Passionsfenster ist noch ein weiteres Fenster (Le Seigneur de la Montagne agenouillé devant la Vierge, vor Maria kniet der Stifter Jacques de Champégné) aus der Zeit der Renaissance erhalten.

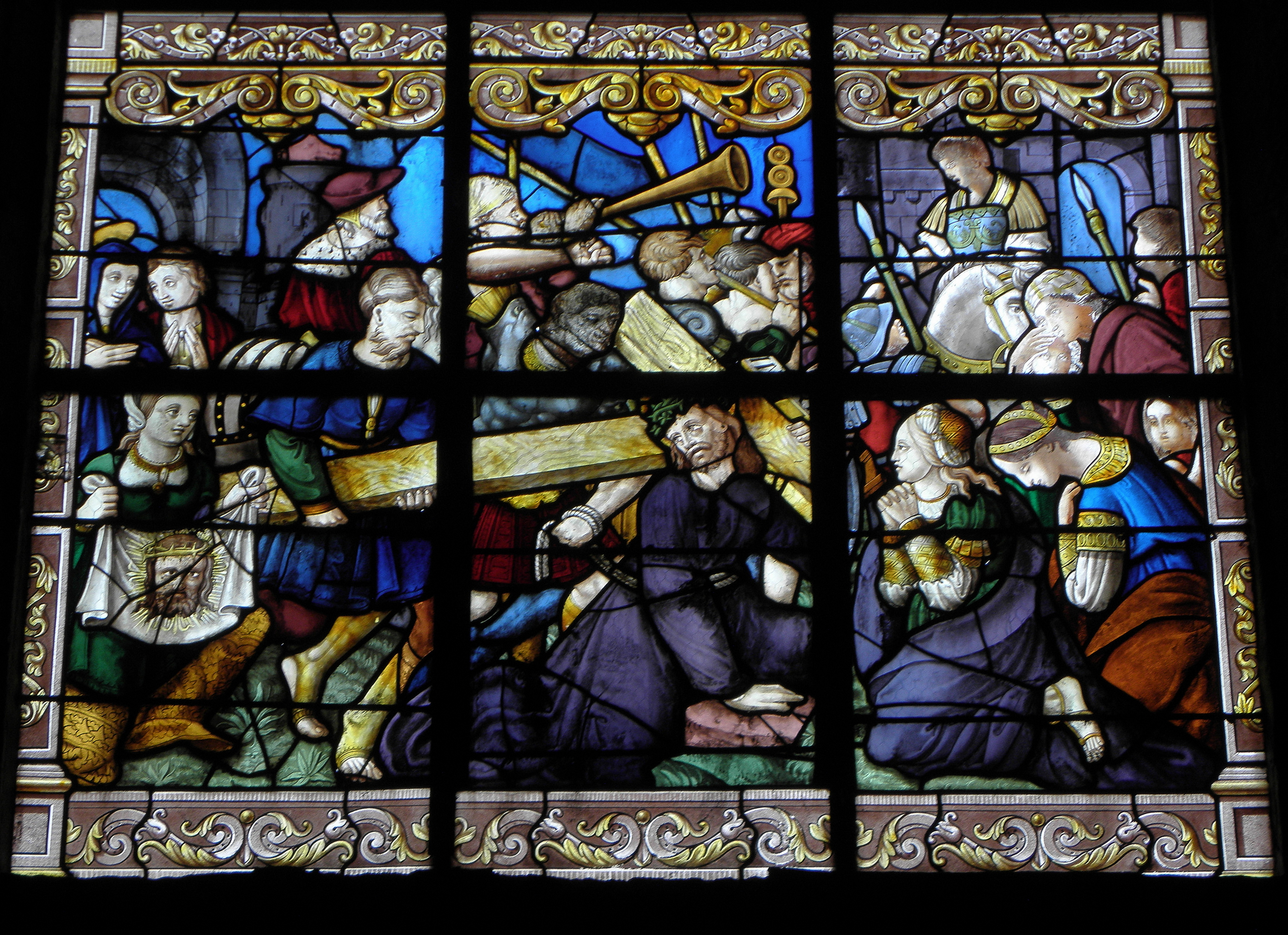
Jesus fällt unter dem Kreuz
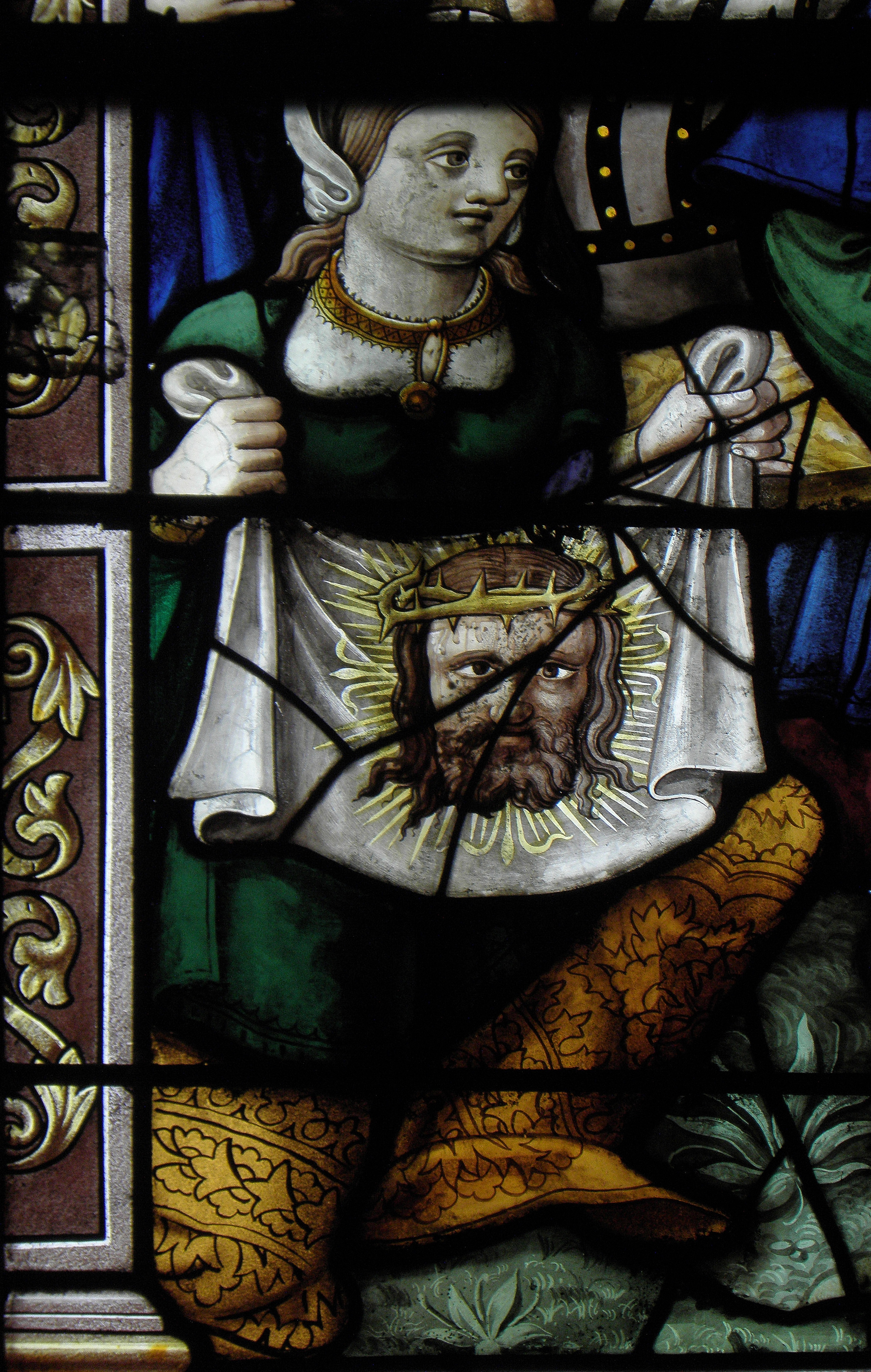
Veronika mit dem Schweißtuch
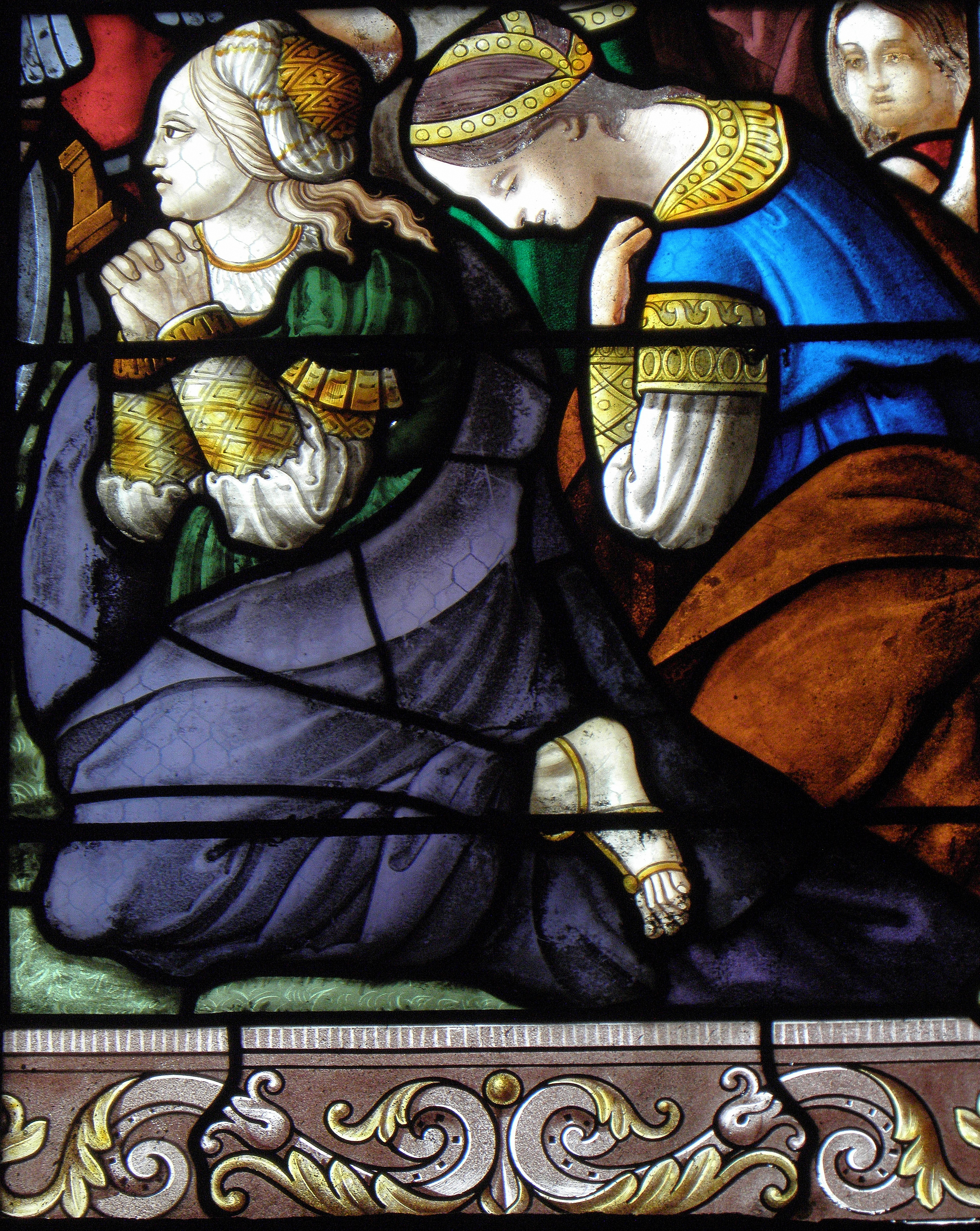
Jesus begegnet den weinenden Frauen